# Aldo Nadi
Pour les articles homonymes, voir Nadi.
Aldo Nadi (né le 29 avril 1899 à Livourne, en Toscane - mort le 10 novembre 1965 à Los Angeles, Californie) était un escrimeur italien, qui s'illustra dans les années 1920, et est considéré comme faisant partie des plus grands escrimeurs de l’histoire.

## Biographie
Aldo Nadi a réussi l’exploit de remporter une médaille d’or aux Jeux olympiques d’Anvers dans chacune des trois armes.
Il est né à Livourne en Italie. Il a été formé très jeune à l'escrime en même temps que son frère Nedo Nadi — lui aussi devenu un très grand champion — par son père, maître d'armes. Alors que son frère gagna deux fois plus de médailles que lui (6 médailles d’or pour Nedo contre 3 pour Aldo) il est généralement considéré comme étant bien meilleur escrimeur.
En 1920 à l’âge de 21 ans, il gagna une médaille d’or dans chacune des trois armes lors des épreuves par équipes et une médaille d’argent au sabre individuel, battu seulement par son frère.
Aldo Nadi émigra en 1935 vers les États-Unis. Il devint entraîneur jusqu’en 1943 date à laquelle il publie un livre sur l’escrime intitulé « On Fencing ». À cette date il déménage vers Los Angeles, où il continue à enseigner dans sa propre salle d'armes et où il entraîne aussi des acteurs pour les scènes de combats des films hollywoodiens.
En 1955, Nadi écrit un deuxième livre, cette fois-ci des mémoires The Living Sword: À Fencer's autobiography. Ce livre ne sera publié que 30 ans après sa mort.
Aldo Nadi est mort dans son sommeil le 10 novembre 1965 à Los Angeles, à l'âge de 66 ans.

## Palmarès
- Jeux olympiques d'été
  -  Médaille d'or au fleuret par équipe en 1920
  -  Médaille d'or à l’épée par équipe en 1920
  -  Médaille d'or au sabre par équipe en 1920
  -  Médaille d'argent au sabre individuel en 1920